# Мишле, Эдмон
Эдмон Шарль Октав Мишле (фр. Edmond Charles Octave Michelet; 8 октября 1899[…], XIX округ Парижа — 9 октября 1970[…], Марсийак-ла-Круазий) — французский политик, министр юстиции (1959—1961), министр по делам культуры (1969—1970).

## Биография
Католик по религиозным убеждениям, в 1918 году записался добровольцем во французскую армию, но в боевых действиях не участвовал. С 1918 по 1928 год состоял в партии «Французское действие», в дальнейшем разделял идеи социального католицизма.

### Деятельность в довоенный, военный и послевоенный период
В 1922—1925 годах возглавлял отделение Католической ассоциации французской молодёжи в Беарне, с 1930 года — в департаменте Коррез. С 1940 года участвовал в движении Сопротивления (оказывал помощь в спасении французских евреев от геноцида — поместил двенадцать еврейских девочек и двух женщин в монастырь в Обазине, тем самым спасая им жизни). В 1943 году был арестован гестапо и депортирован в концлагерь Дахау. После освобождения в 1945 году состоял во Временной консультативной ассамблее, в 1945—1951 годах в качестве представителя Народно-республиканского движения являлся депутатом Национального собрания от департамента Коррез и одновременно с 1945 по 1946 год — министром Вооружённых сил во временном правительстве генерала Де Голля. В 1952—1959 годах — депутат верхней палаты парламента от департамента Сена (сначала представлял партию социальных республиканцев, затем — Объединение французского народа), в 1957—1958 годах — заместитель председателя Совета Республики, в 1958—1959 годах — министр по делам ветеранов и жертв войны в правительстве Шарля Де Голля.

### Работа в голлистских правительствах Пятой республики
С 8 января 1959 по 24 августа 1961 года являлся министром юстиции в правительстве Дебре (Де Голль в этот период уже занял пост президента Франции). Мишле отказался от своих прежних взглядов о необходимости сохранения Французского Алжира в составе государства и после так называемого путча генералов в 1961 году требовал смертной казни его организаторов (однако, те быстро сдались во избежание гражданской войны). 31 мая 1961 года, после осуждения генералов на 15 лет тюремного заключения (прокурор не требовал для них смертной казни), Мишле в знак несогласия с чрезмерно мягким приговором подал премьер-министру Мишелю Дебре прошение об отставке, но оставался в должности ещё несколько месяцев. Через некоторое время после отставки возглавил Ассоциацию Франция-Алжир, но не занимался оказанием помощи харки, ранее воевавшим на стороне Франции и подвергавшимся преследованиям в независимом Алжире.
В 1962—1967 годах являлся членом Конституционного совета Франции.
В апреле-мае 1967 года и в июле 1968 года вновь являлся депутатом Национального собрания.
С 1967 по 1968 год занимал должность государственного министра, министра государственной службы Франции, в 1969 году получил портфель министра по делам культуры.
Скончался в должности министра 9 октября 1970 года вследствие кровоизлияния в мозг, случившегося месяцем ранее.

## Беатификация
В 2015 году предложение о беатификации Эдмона Мишле было поддержано епархией и передано на рассмотрение Святого Престола.

## Семья
Эдмон Мишле — отец писателя Клода Мишле (1938—2022) и дед католического епископа Бенуа Ривьера.

## Труды
- Sur la fidélité en politique. Lettre à Monsieur l’Abbé G., La jeune Parque, 1949
- Rue de la Liberté, Éditions du Seuil, 1955, Prix André-Jullien du Breuil de l’Académie française en 1956
- Contre la guerre civile, Librairie Plon, 1957
- Le Gaullisme, passionnante aventure, Librairie Arthème Fayard, 1962
- La querelle de la fidélité. Peut-on être gaulliste aujourd’hui ? Entretiens avec Alain Duhamel, Fayard, 1971
- À travers les barreaux. Lettres de prison d’Edmond Michelet à sa femme, Salvator, 2020.
- Jacques Perrier et Edmond Michelet, La hantise des autres, Salvator, 2020.